# بی‌جی دوپیکر
بی‌جی دوپیکر یک ستاره است که در صورت فلکی دوپیکر قرار دارد.